# Schlacht bei Stoney Creek
Kriegsschauplatz St. Lawrence/Lake Champlain 

1. Sacket’s Harbor – 1. Lacolle Mills – Ontariosee – Ogdensburg – New York – 2. Sacket’s Harbor – Châteauguay – Chrysler’s Farm – 2. Lacolle Mills – Fort Oswego – Big Sandy Creek – Plattsburgh
Niagara-Kriegsschauplatz

Queenston Heights – Frenchman’s Creek – George – Stoney Creek – Beaver Dams – Black Rock – Fort Niagara – Buffalo – 1. Fort Erie – Chippewa – Lundy’s Lane – 2. Fort Erie – Cook’s Mill
Detroit-Kriegsschauplatz

Tippecanoe – Fort Mackinac – Dearborn – Detroit – Fort Harrison – Fort Wayne – Wild Cat Creek – Mississinewa – Frenchtown – Fort Meigs – Fort Stephenson – Eriesee – Thames River – Longwoods – Prarie du Chien – Rock Island Rapids – Mackinac Island – Malcom’s Mills
Chesapeake-Kriegsschauplatz

Craney Island – St. Michaels – Chesapeake – Bladensburg – Washington – Caulk’s Field – North Point – Baltimore
Südlicher Kriegsschauplatz

Creek – 1. Fort Bowyer – Fayal – Pensacola – Borgnesee – New Orleans – Fort St. Philip – Fort Peter – 2. Fort Bowyer

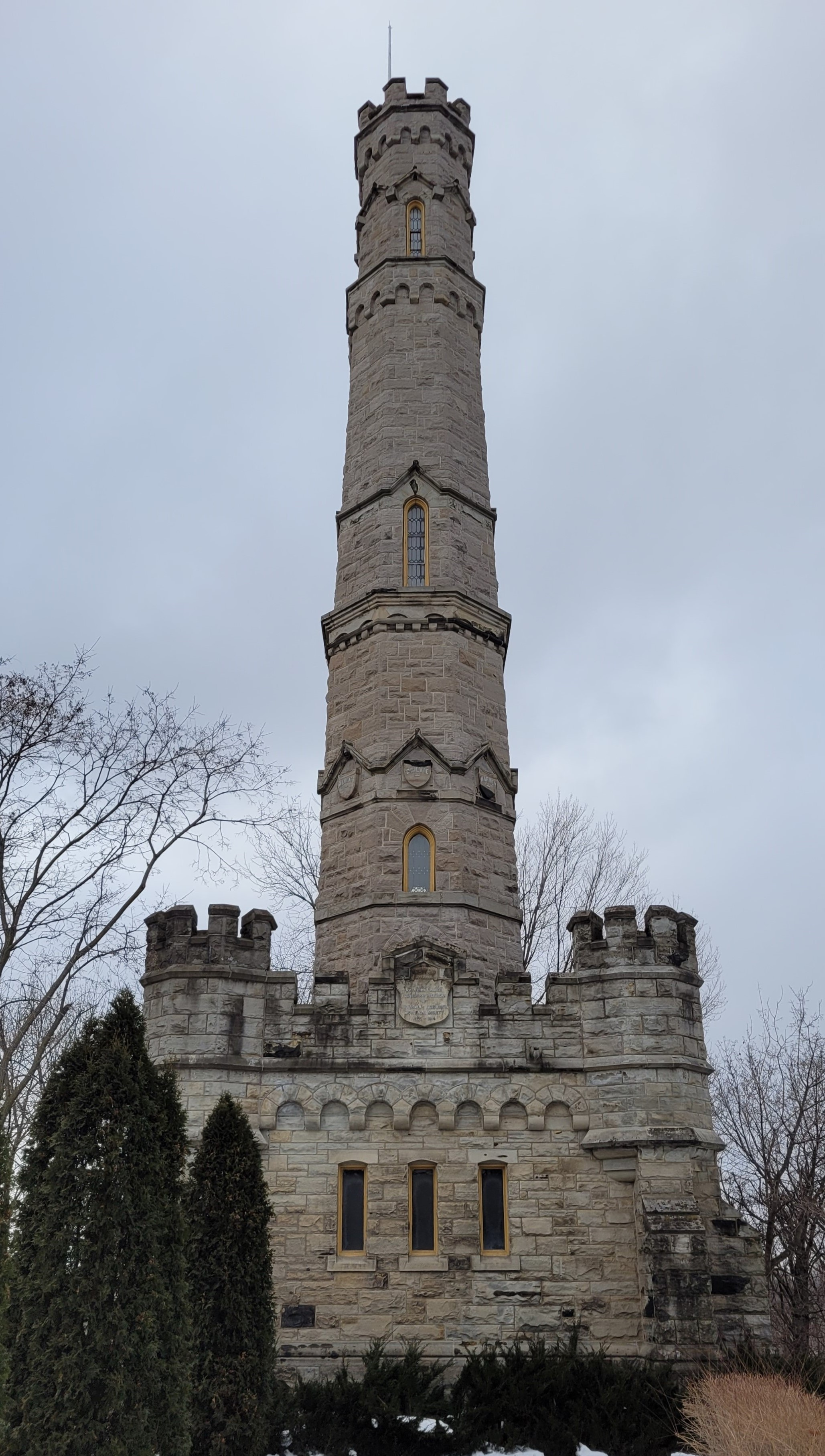
Schlachtfeld-Denkmal

Die Schlacht bei Stoney Creek vom 6. Juni 1813 zwischen britisch-kanadischen und amerikanischen Truppen fand während des Britisch-Amerikanischen Kriegs in Kanada in der Nähe des Ontariosees statt und endete mit einem britischen Sieg.

## Geschichte

### Vorgeschichte
Nachdem die amerikanischen Bemühungen zur Eroberung Kanadas 1812 durch die Niederlagen bei Queenston Heights und Frenchman’s Creek gescheitert waren, begannen die Amerikaner im Mai 1813 eine neue Offensive. Eine 7.000 Mann starke Armee unter Generalmajor Henry Dearborn und Flotteneinheiten unter Kommodore Isaac Chauncey eröffneten die Offensive mit einem amphibischen Angriff auf das nahe der Mündung des Niagara River in den Ontariosee gelegene Fort George. Die 1.400 Mann zählenden Verteidiger unter Generalmajor John Vincent, zu denen reguläre Armeeeinheiten, Territorialtruppen und Milizen gehörten, verzeichneten 52 Tote, 360 Verwundete und Vermisste an Verlusten und mussten sich angesichts der erdrückenden amerikanischen Übermacht zurückziehen.
Die Briten gingen entlang des Niagara River zurück und konnten ihre Zahl trotz des Abzugs der Milizen durch Verstärkungen auf 1.600 Mann bringen. Vincent marschierte zunächst an die Burlington Bay am Ontariosee, wo er Nachschub durch die britische Flotte unter Kapitän Sir James Lucas Yeo erhalten konnte. Seine Nachschublinien entlang des Niagara waren durch den Verlust von Fort Erie und Fort George unterbrochen worden.
Bei den in Fort George stehenden US-Truppen übernahm Brigadegeneral Winfield Scott wegen einer Erkrankung Dearborns das Kommando. Scott detachierte 3.000 Infanteristen, 150 Kavalleristen sowie eine Geschützbatterie mit vier Feldgeschützen unter den beiden Brigadegenerälen William Winder und John Chandler, die nach Westen vorstoßen und einen Zusammenschluss der Truppen Vincents mit der britischen Garnison von Detroit verhindern sollten. Am 3. Juni marschierten die Amerikaner ab, am 5. Juni erreichten sie den kleinen kanadischen Ort Stoney Creek, wo sie etwa 10 km entfernt von Vincents Standort auf den Burlington-Höhen lagen. Die Briten wurden von einem jungen Einheimischen namens Billy Green gewarnt. Vincents Stellvertreter, Oberstleutnant John Harvey, führte eine Patrouille zum amerikanischen Lager, stellte fest, dass es schlecht organisiert war und wenige Wachen hatte, und empfahl einen nächtlichen Überraschungsangriff, zumal man durch einen Spion die amerikanische Parole erfahren hatte.

### Verlauf der Schlacht
Vincent wählte für den Angriff 700 Mann aus zwei regulären Armeeeinheiten (8. und 49. Infanterieregiment) aus und übertrug das Kommando an Oberstleutnant Harvey. Die von Billy Green geführten Briten erreichten das Lager um 2:00 Uhr morgens und griffen es mit aufgepflanztem Bajonett und indianischem Kriegsgeschrei an. Die Amerikaner hatten das Lager allerdings für die Nacht geräumt und sich auf höheren Grund zurückgezogen. Während die Briten ihre Musketen luden und Gefechtsreihen bildeten, formierten sich die Amerikaner und eröffneten das Feuer auf die nun in einer Falle sitzenden Gegner. Dort gab es erhebliche Verluste und große Verwirrung. Während die Briten schon begannen, zurückzuweichen, stürmte ein Kommando von etwa 20 Soldaten unter Major Charles Plenderleath die Geschützstellung der Amerikaner, drehte die Kanonen um und bestrichen ihre bisherigen Eigentümer. In der Folge kam es zu einem chaotischen Nachtgefecht, bei dem sowohl die britischen als auch die amerikanischen Offiziere völlig den Überblick verloren. Brigadegeneral Chandler geriet in Gefangenschaft, als er Truppen neu zu formieren versuchte, die sich als Briten herausstellten. Auch Winder fiel in die Hände der Briten, und das Kommando ging an den Kavallerieoberst James Burn über. Burn hielt mit den greifbaren Offizieren eine Besprechung ab und befahl wegen Munitionsmangels einen Abbruch des Kampfs und den Rückzug nach Forty Mile Creek am Seeufer, wo die Truppen Nachschub durch US-Kriegsschiffe erhalten konnten. Generalmajor Vincent, der seinen Truppen hinterhergeritten war, geriet ebenfalls beinahe in Gefangenschaft, verlor die Orientierung und stieß erst am 7. Juni wieder auf seine Soldaten. Die Briten behaupteten zwar das Schlachtfeld, hatten aber mit 214 Toten, Verwundeten und Vermissten etwas höhere Verluste als die Amerikaner, die 168 Mann verloren. Trotzdem hatten sich nur 700 Briten gegenüber 3.000 Amerikaner behaupten können – nicht zuletzt wohl, weil diese den Rückzug antraten, ohne sich ihrer großen Überlegenheit bewusst zu sein.

### Nach der Schlacht
Die Amerikaner wurden am 8. Juni in ihrem Lager bei Forty Mile Creek von britischen Kriegsschiffen unter Beschuss genommen und zogen sich daraufhin fluchtartig nach Fort George zurück, wo sie begannen, die Verteidigungsanlagen zu verstärken, statt erneut in die Offensive zu gehen. Obwohl das Gefecht von der Anzahl der beteiligten Truppen ohne große Bedeutung war, spielte die amerikanische Niederlage doch eine Schlüsselrolle beim Misserfolg des US-Feldzugs von 1813 und damit beim Scheitern der geplanten Eroberung Kanadas.

## Nationale Würdigung
Am 30. Mai 1960 wurde der Ort der Schlacht durch die kanadische Regierung zu einer „nationalen historischen Stätte“ in der Region Hamilton erklärt. Die Würdigung erfolgte auf Vorschlag des Historic Sites and Monuments Board of Canada, da die Schlacht als ein entscheidender Wendepunkt im Krieg von 1812 galt.